# Jennifer Syme
Pour les articles homonymes, voir Syme.
 (janvier 2022).
La mise en forme du texte ne suit pas les recommandations de Wikipédia : il faut le « wikifier ».
Les points d'amélioration suivants sont les cas les plus fréquents. Le détail des points à revoir est peut-être précisé sur la page de discussion.
- Les titres sont pré-formatés par le logiciel. Ils ne sont ni en capitales, ni en gras.
- Le texte ne doit pas être écrit en capitales (les noms de famille non plus), ni en gras, ni en italique, ni en « petit »…
- Le gras n'est utilisé que pour surligner le titre de l'article dans l'introduction, une seule fois.
- L'italique est rarement utilisé : mots en langue étrangère, titres d'œuvres, noms de bateaux, etc.
- Les citations ne sont pas en italique mais en corps de texte normal. Elles sont entourées par des guillemets français : « et ».
- Les listes à puces sont à éviter, des paragraphes rédigés étant largement préférés. Les tableaux sont à réserver à la présentation de données structurées (résultats, etc.).
- Les appels de note de bas de page (petits chiffres en exposant, introduits par l'outil «  Source ») sont à placer entre la fin de phrase et le point final[comme ça].
- Les liens internes (vers d'autres articles de Wikipédia) sont à choisir avec parcimonie. Créez des liens vers des articles approfondissant le sujet. Les termes génériques sans rapport avec le sujet sont à éviter, ainsi que les répétitions de liens vers un même terme.
- Les liens externes sont à placer uniquement dans une section « Liens externes », à la fin de l'article. Ces liens sont à choisir avec parcimonie suivant les règles définies. Si un lien sert de source à l'article, son insertion dans le texte est à faire par les notes de bas de page.
- La présentation des références doit suivre les conventions bibliographiques. Il est recommandé d'utiliser les modèles {{Ouvrage}}, {{Chapitre}}, {{Article}}, {{Lien web}} et/ou {{Bibliographie}}. Le mode d'édition visuel peut mettre en forme automatiquement les références.
- Insérer une infobox (cadre d'informations à droite) n'est pas obligatoire pour parachever la mise en page.

Pour une aide détaillée, merci de consulter Aide:Wikification.
Si vous pensez que ces points ont été résolus, vous pouvez retirer ce bandeau et améliorer la mise en forme d'un autre article.
Jennifer Maria Syme est née en Californie le 7 décembre 1972 et morte le 2 avril 2001, est une actrice américaine et assistante personnelle du directeur dans une maison de disques.
Elle est connue pour avoir été la compagne de Keanu Reeves, une relation débutée en 1998 qui se termine tragiquement au début de l'année 2000 par la perte de leur petite fille, enfant mort-née. Leur relation reprend en 2001 quelques semaines avant la mort de Syme dans un accident de voiture survenu le 2 avril 2001. Elle avait 28 ans.

## Biographie

### Enfance et carrière
Jennifer Syme est née à Pico Rivera, en Californie, a grandi à Laguna Beach. Ses parents, Maria St.-John et Charles Syme, officier de patrouille à la retraite, divorcent peu de temps après la naissance de Jennifer.
À l'âge du lycée, elle déménage à Los Angeles avec sa mère. C'est à cette époque que Jennifer Syme développe une passion pour la réalisation, plus particulièrement les films de David Lynch. L'acteur et cinéaste Scott Coffey rapporte qu'à l'âge de 16 ans, elle entre dans le bureau de Lynch pour obtenir un travail sur Twin Peaks. Elle décroche un emploi dans la compagnie Lynch, Asymmetrical Productions, où elle commence comme intérimaire. Elle y reste cinq ans,. Jennifer Syme présente David Lynch à de nombreux musiciens qu'il a intégré à ses projets. Selon Scott Coffey, elle a eu une énorme influence sur la musique du film Lost Highway de 1997. Car elle est aussi actrice et débute avec le petit rôle d'une junkie dans Lost Highway, de David Lynch.
Scott Coffey la dirige dans cinq courts-métrages indépendants : le dernier, Ellie Parker, est présenté au Sundance Film Festival en janvier 2001. Puis elle intègre un label de musique comme assistante personnelle de Dave Navarro, guitariste du groupe Jane's Addiction et plus tard des Red Hot Chili Peppers.
Jenifer Syme obtient un petit rôle dans le film Ellie Parker de Scott Coffey sorti en 2005 qui est la reprise du court-métrage de 2001 avec le même titre,.
Au moment de sa disparition en 2001, Jennifer suivait des cours de supervision cinématographique à UCLA et travaillait pour une maison de disque,,.

### Vie privée
Selon certaines sources, Jennifer Syme a rencontré l'acteur Keanu Reeves en 1998 lors d'une soirée organisée pour le groupe de rock de Reeves, Dogstar. À partir de ce moment, ils ont commencé à se fréquenter. Cependant, la mère de Syme, Maria St.-John, a déclaré au contraire que les deux se connaissaient depuis une décennie et qu'elle était avec sa fille lorsqu'elle a rencontré Reeves, et que ce n'était pas lors d'une fête.
Le 24 décembre 1999, au huitième mois de grossesse, Jennifer a donné naissance à une enfant prénommée Ava Archer Syme-Reeves, née de sa relation avec Keanu Reeves. Face à la perte de leur enfant mort-née, le chagrin de Syme et Reeves a entraîné la fin de leur relation plusieurs semaines plus tard,. Ils sont restés amis après leur rupture et se sont de nouveau rapprochés en 2001.
Jennifer a été hospitalisée pour une grave dépression à la suite du décès de ses êtres chers, son enfant et son grand-père, Alfonso Diaz, dont la mort est survenue en mars 2001.
Marilyn Manson a mentionné Jennifer Syme dans ses mémoires de 1998 The Long Hard Road Out of Hell, en expliquant comment elle l'a aidé à travailler avec le réalisateur David Lynch. Plus tard Manson l'a représentée dans un tableau intitulé « Une mère sans fille et une fille sans mère (en mémoire de Jen) ».

### Accident et funérailles
Le 1er avril 2001, Jennifer Syme participe à une soirée chez le chanteur Marilyn Manson. Après avoir été reconduite chez elle par un autre invité peu avant l'aube, elle quitte son domicile apparemment pour retourner à la fête. Sa Jeep Grand Cherokee percute une rangée de voitures garées sur Cahuenga Boulevard à Los Angeles. Partiellement éjectée du véhicule, elle décède sur le coup. Elle avait 28 ans,.
Keanu Reeves, Dave Navarro, Scott Coffey, le guitariste d'Anthrax Scott Ian et David Lynch portent le cercueil lors de ses funérailles à l'église Good Shepherd de Beverly Hills. David Lynch conduit l'éloge funèbre en projetant une série d'instantanés sur sa vie  au son de Higher Ground de Barbra Streisand et de Wind Beneath My Wings de Bette Midler.
Elle est enterrée aux côtés de sa fille au cimetière Westwood Village Memorial Park à Los Angeles. David Lynch lui dédie son film de 2001 Mulholland Drive dans le générique de fin.
Une enquête sur la mort accidentelle par collision révèle que Jennifer Syme se trouvait en état d'ébriété et ne portait pas de ceinture de sécurité au moment de la collision. Dans ses effets personnels, la police trouve deux billets d'un dollar roulés contenant une substance poudreuse blanche ainsi que deux flacons de médicaments sur ordonnance : un relaxant musculaire et un anticonvulsivant. La mère de Jennifer déclare à la police que sa fille prenait un traitement pour des maux de dos à la suite d'une collision automobile antérieure et pour une dépression résultant de la mort prématurée de son bébé.
Alors que Jennifer Syme et Keanu Reeves avaient rompu peu de temps après la perte de leur bébé, Reeves déclare aux enquêteurs qu'ils étaient de nouveau ensemble : le 1er avril 2001, ils brunchaient ensemble au Crepes on Cole à San Francisco. Le lendemain, Reeves appelle le bureau du coroner du comté de Los Angeles et demande, selon le lieutenant Mac Willie, si Jen Syme est là.
En avril 2002, Maria St John, la mère de Jennifer, poursuit  Marilyn Manson pour mort injustifiée. Elle l'accuse d'avoir donné à Jennifer diverses quantités d'une substance illégale contrôlée  et d'avoir laissé sa fille conduire un véhicule à moteur dans un état d'incapacité. Manson nie toute responsabilité, déclarant le procès sans fondement,. L'affaire est classée en mai 2003.

## Filmographie

### Actrice
- Autoroute perdue (1997) - Junkie Girl
- Ellie Parker (2001) - Casting Chick (court métrage)
- Ellie Parker (2005) - Casting Chick (crédit posthume, dernier rôle dans le film)

### Assistante de production
- Chambre d'hôtel (1 épisode, 1993)
- Autoroute perdue (1997)